# Số Woodall
Trong lý thuyết số, một số nguyên Woodall (Wn) là bất kỳ số tự nhiên nào có dạng
{\displaystyle W_{n}=n\cdot 2^{n}-1}
với n là số tự nhiên bất kỳ. Các con số Woodall đầu tiên là:
1, 7, 23, 63, 159, 383, 895,… (dãy số A003261 trong bảng OEIS)    .

## Lịch sử
Các số Woodall được lần đầu tiên nghiên cứu Allan JC Cunningham và H.J. Woodall vào năm 1917, lấy cảm hứng từ nghiên cứu trước đó của James Cullen về các số Cullen được định nghĩa một cách tương tự.

## Số nguyên tố Woodall
Các số nguyên Woodall mà đồng thời là số nguyên tố được gọi là các số nguyên tố Woodall; các số n đầu tiên mà các số Woodall Wn tương ứng là số nguyên tố là 2, 3, 6, 30, 75, 81, 115, 123, 249, 362, 384,… (dãy số A002234 trong bảng OEIS); tuơng ứng với mỗi số n trên dãy số nguyên tố Woodall: 7, 23, 383, 32212254719,… (dãy số A050918 trong bảng OEIS).
Năm 1976, nhà toán học Christopher Hooley đã chỉ ra rằng hầu hết tất cả các số Cullen đều là hợp số. Vào tháng 10 năm 1995, Wilfred Keller đã xuất bản một bài báo thảo luận về một vài số nguyên tố Cullen mới và những nỗ lực đã thực hiện để xác định và tìm kiếm phương pháp phân tích thừa số nguyên tố của các số Cullen và Woodall khác. Bao gồm trong bài báo đó là một liên lạc cá nhân với Keller đến từ Hiromi Suyama, người đã khẳng định rằng phương pháp phân tích của Hooley có thể được định dạng lại để cho thấy rằng nó hoạt động với bất kỳ dãy số nào với {\displaystyle a_{n}=} n · 2n + a + b, trong đó a và b là số nguyên, và cụ thể hơn là, điều này chứng minh gần như toàn bộ số Woodall đều là một hợp số. Hiện nay nó đã trở thành bài toán mở về việc liệu có vô hạn số nguyên tố Woodall hay không. Tính đến  tháng 10 năm 2018 , số nguyên tố Woodall lớn nhất được biết đến là 17016602 × 2 17016602 - 1. Nó có 5.122.515 chữ số và được tìm thấy bởi Diego Bertolotti vào tháng 3 năm 2018 trong dự án điện toán phân tán PrimeGrid.

## Các giới hạn
Bắt đầu với W4 = 63 và W5 = 159, cứ cách 6 số thì số Woodall tiếp theo được chia hết  bởi 3; do đó để Wn là số nguyên tố thì số thứ tự n không được đồng dư với 4 hoặc 5 (modulo 6). Ngoài ra, với số nguyên dương m, số Woodall W2m có thể nguyên tố khi 2m + m là số nguyên tố. Hiện vào tháng 1 năm 2019, các số nguyên tố duy nhất được biết là đồng thời số nguyên tố Woodall và số nguyên tố Mersenne là W2 = M3 = 7, và W512 = M521.

## Tính chia hết
Giống số Cullen, số Woodall có nhiều tính chất chia hết. Ví dụ như nếu p là số nguyên thì p là ước của
W(p + 1) / 2 nếu ký hiệu Jacobi {\displaystyle \left({\frac {2}{p}}\right)} bằng +1 và
W(3p − 1) / 2 nếu ký hiệu Jacobi {\displaystyle \left({\frac {2}{p}}\right)} bằng −1.